# Comisión de Seguridad Pública (Saga de la Fundación)
La Comisión de Seguridad Pública, fue el órgano ficticio ejecutivo encargado de dirigir el gobierno del Imperio Galáctico, desde la caída de la Junta Militar de Gobierno surgida tras el asesinato del Emperador Cleón I, último de la dinastía Entun, hasta su desintegración bajo el autoritarismo del Emperador Cleón II.

## Descripción
COMISIÓN DE SEGURIDAD PÚBLICA — … La camarilla aristocrática subió al poder después del asesinato de Cleón I, último de los Entum. En general, formaron un núcleo de orden durante los siglos de inestabilidad e incertidumbre del imperio. Habitualmente, bajo el control de las grandes familias de los Chen y los Divart, degeneró 22 eventualmente en un instrumento ciego para mantener el statu quo… No fueron completamente apartados del poder en el estado hasta la coronación del último emperador totalitario, Cleón II. El primer presidente de la Comisión… … En cierto modo, el principio de la decadencia de la Comisión puede situarse en el proceso de Hari Seldon dos años antes del comienzo de la Era Fundacional.

## Evolución temporal
La Comisión de Seguridad Pública, surgió tras la caída de la Junta Militar dirigida por el general Tennar. Tras su creación, nombró a un primo lejano de Cleón I como nuevo emperador, quien asumió el nombre de Agis XIV. Las funciones del emperador quedaron sumamente reducidas, transformando el Imperio directamente en una democracia, donde el puesto imperial era simplemente el Jefe de Estado, mientras que la Comisión asumía el papel de Jefe de Gobierno.
La Comisión estaba formada por 750 legisladores, los cuales estaban sometidos a las familias aristocráticas de los Chen y los Divart.
La Comisión, fue la encargada de juzgar a Hari Seldon, consiguiendo sin saberlo el propósito de este, de mandar al exilio a 98.572 personas (entre científicos y sus familias) a su "exilio" en Terminus para seguir con el Proyecto Enciclopedia, tapadera de la Primera Fundación.
Posiblemente ese mismo año la Comisión depondría a Agis XIV por considerarle demasiado independiente de la influencia de la Comisión, dirigida por Linge Chen. Ese mismo año nombraría a dos emperadores títeres: Daluben IV y Klayus I.
En la novela El originista se nos cuenta que Rom Divart, influido por los agentes de la Segunda Fundación, lleva a cabo un golpe palaciego y derroca a Chen, quien es ejecutado
En el transcurso de los dos siguientes siglos, el poder de la Comisión quedó cada vez más reducido por la resurgida autoridad imperial. Finalmente fueron apartados del poder por Cleón II y sustituidos por el Consejo de los Señores, órgano que estaba totalmente sometido a la autoridad del Emperador Cleón II.
- Datos: Q25415448